# Баттервик, Джеймс
Джеймс Ба́ттервик (англ. James Butterwick, р. 9 сентября 1962) — британский арт-дилер, галерист, коллекционер. Специализируется на русском искусстве 1880—1920-х годов.

## Биография
Происходит из влиятельной английской семьи, связанной с искусством. Дед Джеймса Баттервика, один из самых известных специалистов по серебру в мире, считался лучшим специалистом по английскому серебру и был одним из директоров аукционного дома «Сотбис». В Итонском колледже, где позже учился Джеймс Баттервик, его дед преподавал латынь и греческий язык. Коллекция деда, в которой были живопись, книги и серебро, частично перешла к его дочери — матери Джеймса Баттервика. Крёстный отец Баттервика, с которым тот много общался, был президентом отделения «Сотбис» в Нью-Йорке и также обладал большой коллекцией. Родители Джеймса поддерживали в нём интерес к искусству и коллекционированию.
В 1976—1980 годах Джеймс Баттервик учился в Итонском колледже, затем — на факультете искусств Университета Восточной Англии в Норидже. В 1982—1986 годах окончил курс по истории искусств и русскому языку Бристольского университета. Студентом Бристольского университета увлёкся русской литературой.
В 1985 году был направлен из Бристольского университета на шестимесячную стажировку в Минск и Пятигорск, после которой окончательно решил заниматься исключительно русским искусством. По собственным воспоминаниям: «В 1985 году я впервые попал в Советский Союз — приехал на стажировку в Минск, зашёл в местный музей и увидел массу роскошных картин. Тогда же подумал, что на Западе этим направлением никто не увлекается, и по возвращении в Британию стал заниматься русским искусством конца XIX — начала XX века».
В 1994 году переехал в Москву. Впоследствии вернулся в Англию, но не реже двух раз в год бывает в России. «За пределами России было мало работ этого периода, и в 1994 году я переехал в Москву. Работал на арт-рынке в качестве дилера, это было безумно интересное время и сумасшедший бизнес. У меня покупали президенты корпораций и банков. В 1990-х Россия была свободной страной, куда менее лицемерной, чем Британия. Но всё-таки в Англии более-менее соблюдаются законы, и я предпочёл вернуться туда». В последние годы распространил свою деятельность также и на Казахстан.
Как арт-дилер формирует частные коллекции. Он рассказывает: «Подбор работ определяется не моими личными пристрастиями, у меня хладнокровный взгляд на вещи. Арт-дилеры часто говорят, что выбирают сердцем. Это не так. Надо продавать то, что востребовано, а иначе не имеет смысла заниматься бизнесом».
В личную коллекцию Баттервика входят работы Михаила Врубеля, Михаила Ларионова, Натальи Гончаровой, Кузьмы Петрова-Водкина, Бориса Григорьева, Александра Волкова, Александра Богомазова и др. Произведения из личного собрания Баттервика участвуют в крупнейших музейных выставках. В последние годы Баттервик увлёкся как коллекционер графикой советского нонконформизма второй половины XX века.
По мнению редакции российского сайта OpenSpace.ru (ныне Colta.ru), Джеймс Баттервик — «один из наиболее авторитетных специалистов по русскому искусству 1880—1920-х годов на Западе».
Член Русского общества частных коллекционеров (с 1994). Член Международной конфедерации антикваров и арт-дилеров СНГ и России (с 2008). Член Общества лондонских дилеров искусства (с 2013)

## Экспертиза
В 2013 году заявил, что на выставке «Avanguardie russe dal Cubofuturismo al Suprematismo», проходившей в Мантуе, показаны подделки. Организаторы выставки обвинили его в клевете. В 2020 году суд Италии постановил, что мнение Баттервика основывалось на его «доказанной и признанной компетентности и опыте», который, «хотя и резко заявлен», "никогда не был оскорбительным.
В 2018 году был среди ведущих специалистов по русскому авангарду, подписавших письмо о сомнительности работ из коллекции Игоря Топоровского, выставленных в Генте.
В 2020 году после его обращения с аукциона в Южной Каролине было снято около 50 «работ Натальи Гончаровой».